# 폰치
폰치(일본어: フォンチー, 1990년 12월 16일 ~ )는 일본의 가수이다. 본명은 두곳쿠폰치(일본어: トゥ・ゴック・フォンチー, 베트남어: Phương Thị Thu Ngọc 프엉 티 투 응옥[*])이다.
일본의 아이돌그룹인 아이돌링!!!의 전 구성원이었으며 2011년 12월 23일에 아이돌링!!!을 졸업했다.

## 프로필
- 생년월일: 1990년 12월 16일
- 출신지: 가나가와현 히라쓰카시
- 가족관계: 아버지, 어머니(모두 베트남인)
- 소속사:스타더스트 프로모션